# Scirtes tigmanensis
Scirtes tigmanensis es una especie de coleóptero de la familia Scirtidae.

## Distribución geográfica
Habita en Filipinas.